# Goss (Misuri)
Goss es un pueblo ubicado en el condado de Monroe en el estado estadounidense de Misuri. En el Censo de 2010 tenía una población de 0 habitantes y una densidad poblacional de 0 personas por km².

## Geografía
Goss se encuentra ubicado en las coordenadas 39°30′53″N 91°56′41″O / 39.51472, -91.94472. Según la Oficina del Censo de los Estados Unidos, Goss tiene una superficie total de 0.15 km², de la cual 0.15 km² corresponden a tierra firme y (0%) 0 km² es agua.

## Demografía
Según el censo de 2010, había 0 personas residiendo en Goss. La densidad de población era de 0 hab./km². De los 0 habitantes, Goss estaba compuesto por el 0% blancos, el 0% eran afroamericanos, el 0% eran amerindios, el 0o% eran asiáticos, el 0% eran isleños del Pacífico, el 0% eran de otras razas y el 0% pertenecían a dos o más razas. Del total de la población el 0% eran hispanos o latinos de cualquier raza.